# ARINC 429
ARINC 429 — стандарт на компьютерную шину для применения в авионике. Разработан фирмой ARINC. Стандарт описывает основные функции и необходимые физические и электрические интерфейсы для цифровой информационной системы самолёта. На данный момент ARINC 429 является доминирующей авиационной шиной для большинства хорошо экипированных самолётов.

## Технический обзор
ARINC 429 является двухпроводной шиной данных. Соединительные проводники — витые пары. Размер слова составляет 32 бита, а большинство сообщений состоит из единственного слова данных. Спецификация определяет электрические характеристики, характеристики обмена данными и протоколы. ARINC 429 использует однонаправленный стандарт шины данных (линии передачи и приёма физически разделены). Сообщения передаются на одной из трёх скоростей: 12,5, 50 или 100 Кбит/сек. Передатчик всегда активен, он либо передаёт 32-битовые слова данных, либо выдаёт «пустой» уровень. На шине допускается не более 20 приёмников, и не более одного передатчика.

## Формат слова
Каждое слово ARINC — 32-битовая величина, которая содержит пять битовых полей:
- Бит 32 является паритетным битом, и используется для проверки того, что слово не было повреждено или искажено во время передачи. Бит чётности.
- Биты 30 — 31 являются «Матрицей Признака» или статуса, или SSM (Sign/Status Matrix), и часто указывают, действительны ли данные в слове.
  - Рабочее состояние — данные в этом слове, как полагают, являются правильными данными.
  - Тестовое состояние — данные предоставляются для тестовых целей.
  - Отказ — Отказ аппаратных средств, связанных с выдачей этого слова.
  - Отсутствуют — Данные отсутствуют, неточные или устаревшие по некоторым причинам кроме отказа аппаратных средств. Например, команды автопилота покажут это состояние, когда автопилот не будет включён.
    - Иногда данное поле может указывать знак (+/-) данных или быть частью информации. Для передачи отрицательного значения используется дополнительный код.

| SSM для BNR данных | SSM для BNR данных | SSM для BNR данных                |
| SSM для BCD данных | SSM для BCD данных | SSM для BCD данных                |
| Bit 31             | Bit 30             | Описание                          |
| ------------------ | ------------------ | --------------------------------- |
| 0                  | 0                  | Плюс, Север, Восток, Правый, Верх |
| 0                  | 1                  | Данные не вычислены (NCD)         |
| 1                  | 0                  | Функциональный Тест               |
| 1                  | 1                  | Минус, Юг, Запад, Левый, Нижний   |

- Биты 11 — 29 содержат основные данные. Битовые поля, записанные как двоично-десятичный код или бинарный дополнительный код, стандартные для формата данных ARINC 429. Также Формат битового поля может быть смешанным.
- Биты 9 и 10 — Идентификаторы «Источника/Назначения». Указывают, для какого приёмника предназначены эти данные или, более часто, какая подсистема передала данные.
- Биты 1 — 8 содержат метку (label). Являются идентификатором данных. Значение метки принято представлять в восьмеричной системе счисления.

## Формат Метки (label)
Рекомендации для меток представлены в спецификациях ARINC 429 для различных типов оборудования. Каждый самолёт может содержать множество различных систем, таких как система управления полётом, инерциальная навигационная система, система воздушных сигналов, радиовысотомер, радио, и датчики GPS. Для каждого типа оборудования определён ряд стандартных параметров, одинаковых для всех производителей и моделей. Например, любая инерциальная навигационная система представляет барометрическую высоту самолёта как метка 203. Это позволяет в определённой степени обеспечить взаимозаменяемости частей, поскольку все инерциальные навигационные системы ведут себя, по большей части, таким же образом. Тем не менее количество меток ограниченно, таким образом, метка 203 может иметь некоторое абсолютно отличные значения, если отправлена датчиком GPS. Однако обычно различные системы самолёта используют метки независимо от источника. Кроме того, как обычно и бывает с любой спецификацией, у каждого производителя есть незначительные отличия от формальной спецификации, например, добавляются дополнительные данные, не описанные в спецификации, не учитывая некоторые данные, рекомендуемые спецификацией, и т. д.